# Мижиддоржийн Ханддорж
Мижиддоржийн Ханддорж (также Хандо-ван, Хандо-Дорджи; монг. Мижиддоржийн Ханддорж; 1869 — 1915) — Эрдэнэ-дайчин-ван, один из руководителей национальной революции, политический деятель периода богдо-ханской Монголии.

## Биография

### Ранние годы и образование
Ханддорж родился в 1869 году во Внешней Монголии в семье хошунного дзасаг-нойона Ц. Мижиддоржа. Воспитываясь в просвещённой аристократической семье, рано выучил старомонгольский, маньчжурский и китайский языки; позже немного овладел русским. С детства изучал государственные науки; в 1892 году унаследовал титул хошунного князя.

### Маньчжурская служба
Пробыв несколько лет в должности военного губернатора Улясутая, в 1897—1900 годах занимал должность военного губернатора Тушэту-ханского аймака. Неоднократно ездил в Пекин, был принимаем маньчжурским императором. С введением в империи «Новой политики», наблюдая обнищание монгольского населения и попытки китайской колонизации Халхи, укреплялся в намерениях установления в стране независимого правления.

### Инцидент в Пекине
После визита в Ургу неудобного маньчжурам Далай-ламы XIII в 1904—1905 годах он был принят в ставке Ханддоржа Дайчин-ван-хурэ; в поездке в Пекин к его свите присоединился его сын Данзанжамц. По фольклоризованной версии, рассказанной У. Ядамсурэном, Данзанжамц ослушался императорского приказа, за что был обезглавлен. Вызванному в Пекин Ханддоржу преподнесли его голову на блюде. Он сорвал с себя шапку с шариком — символом маньчжурской службы, и, приторочив к седлу голову сына, произнёс четверостишие:

Подошвам льняных тапочек маньчжуров и китайцев, / Копыту ослиному, / Через Калганский перевал перевалив, / Родины-Халхи, разъезжая, боле не топтать!
Оригинальный текст (монг.)Манж хятадын маалинга шаахайн ул, Марал илжигний туурайг Хаалган даваа давуулж, Халхын нутагт хэрхэвч гишгүүлэхгүй.
По версии приятеля Данзанжамца, Ф. А. Ларсона, он якобы скончался в Пекине от простуды.

### Национальная революция

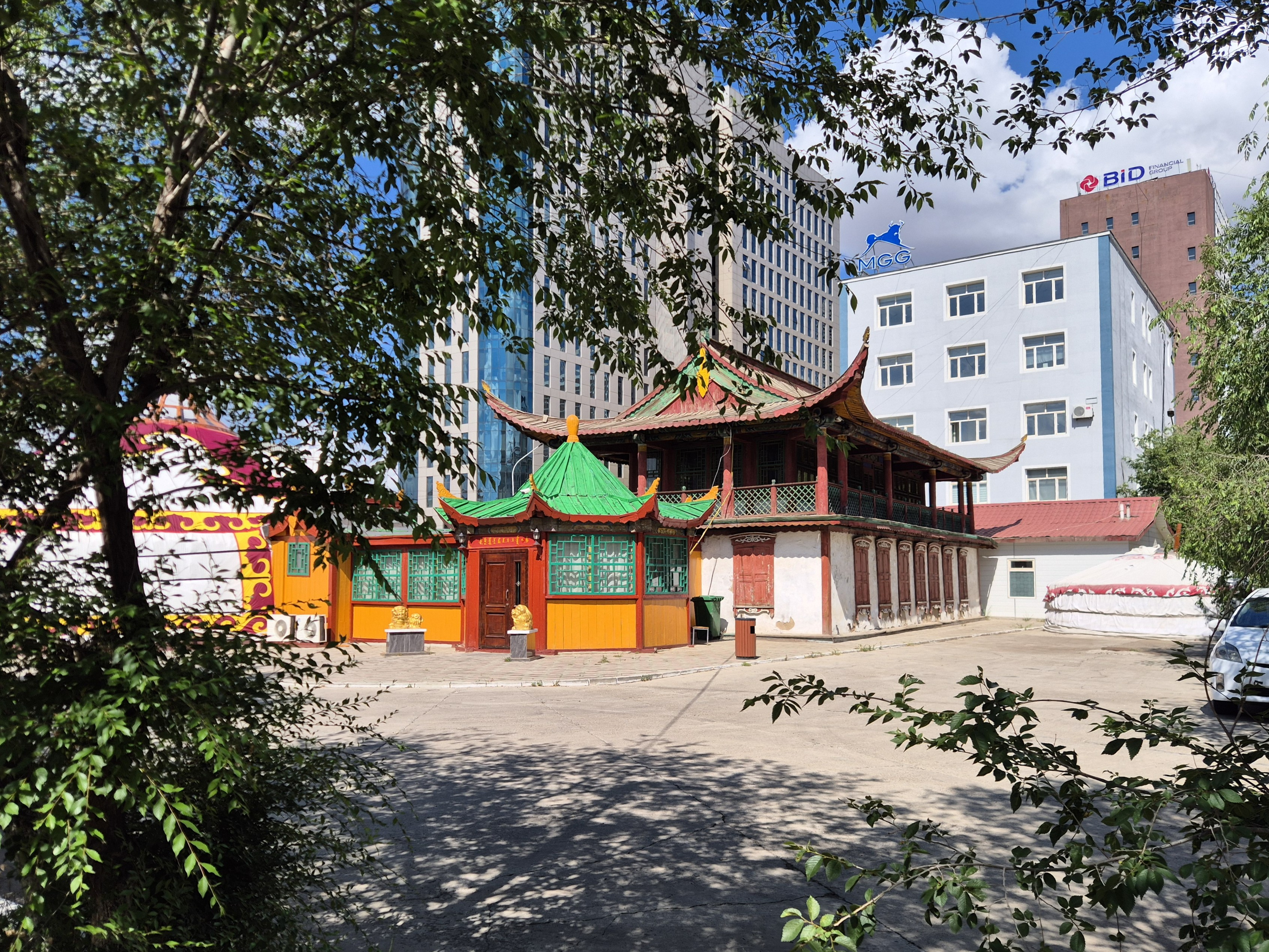
Дом Ханддоржа, построенный в русско-китайском стиле (Улан-Батор)

Ханддорж участвовал в тайном совещании монгольской знати на Надоме 1911 года, на котором было принято решение отправить во главе с Т.-О. Намнансурэном делегацию с просьбой о поддержке в Санкт-Петербург, и вошёл в её состав. В ходе решающих событий национальной революции конца ноября 1911 года хошунное войско Ханддоржа в ночь на 1 декабря разоружило китайский гарнизон Урги.
Во вновь созданном правительстве Богдо-хана Ханддорж занял должность министра иностранных дел (монг. Гадаад хэргийн яамны сайд). По возвращении из Санкт-Петербурга зимой 1912 года, где он был награждён Орденом Анны I степени, а также Орденами Станислава I и II степени, он предложил Богдо-хану создать собственную наградную систему по образцу российской. По его инициативе в Урге в 1912 году открылась первая школа переводчиков русского языка. В сентябре 1913 года министерство пригласило в страну русских ветеринаров. В собственном хошуне Ханддорж хотел устроить склады русских купцов-кожевенников.

## Дань памяти
- В центре Улан-Батора находится улица Ханддоржа.
- Ургинская резиденция Ханддоржа охраняется государством в качестве памятника архитектуры.
- В 2011 году рядом с домом был открыт памятник Ханддоржу.[5]

## Внешние ссылки
- Баярху. Так зарождалось министерство иностранных дел (монг. )